# 1962 v letectví
Tento článek obsahuje seznam událostí souvisejících s letectvím, které proběhly roku 1962.

## Události

### Leden
- Vrtulníky CH-21 Shawnee US Army jsou nasazeny ve Vietnamu. Jsou prvními americkými vojenskými letadly tam nasazenými.

### Únor
- 20. února – John Glenn se stává prvním americkým astronautem, který ve vesmíru obletěl Zemi v lodi Mercury-Atlas 6

### Duben
- Americká námořní pěchota přijíždí do Vietnamu
- 1. dubna – oficiálně otevřeno nové hlavní stockholmské letiště Stockholm-Arlanda (pro mezikontinentální lety se používalo již od roku 1960, protože ranvej na původním letišti Stockholm-Bromma byla pro ně již příliš krátká).

### Květen
- 1. května –

### Červen
- 1. června – -->

### Červenec
- 7. července – sovětský Mikojan-Gurevič Je-152 dosahuje nového světového rychlostního rekordu 2 681 km/h
- 17. července – Major Robert M. White (USAF) pilotuje North American X-15 do rekordní výšky 314 750 stop (59 mil, 96 km).
- 25. července – US Army zakládá svou první bojovou vrtulníkovou jednotku se stroji UH-1 Huey

### Srpen
- 29. srpna – Prototyp Zlín Z-35 s imatrikulací OK-045 ustanovil národní výškový rekord 5343 metrů.

### Říjen
- 10. října – Při havárii letadla u obce Sokolnice na Brněnsku zahynulo 10 cestujících a tři členové posádky.
- 14. října – Průzkumný let Lockheedu U-2 USAF nad Kubou odhaluje přítomnost odpalovacích zařízení pro balistické rakety středního doletu a startuje tím Kubánskou krizi.
- 24. října – Letadlové lodě USS Enterprise, USS Independence, USS Essex a USS Randolph se účastní blokády Kuby.
- 26. října – poslední vyrobená B-52 je dodána US Air Force
- 27. října – Lockheed U-2 USAF je sestřelen nad Kubou

## První lety

### Leden
- 9. ledna – Hawker Siddeley Trident
- 23. ledna – Tupolev Tu-126

### Únor
- 6. února – DINFIA F.A.1 Guarini I

### Březen
- 23. března – Merville D.63
- 23. března – Pazmany PL-1
- 27. března – Piaggio P.166B

### Duben
- 14. dubna – Bristol Type 188
- 25. dubna – Lockheed A-12 (neoficiální let)

### Květen
- 1. května – Suchoj Su-15
- 9. května – Sikorsky S-64 Skycrane

### Červen
- Jovair J-2
- 29. června – Vickers VC10, G-ARTA

### Červenec
- 7. července – Lockheed XV-4 Hummingbird

### Srpen
- Kawasaki KH-4
- 10. srpna – Bell 533
- 13. srpna – Hawker Siddeley HS.125, G-ARYA

### Září
- 17. září – Mil Mi-8, prototyp dvoumotorové verze (Hip-B)
- 19. září – Aero Spacelines Pregnant Guppy

### Říjen
- 12. října – Dassault Balzac (upoutaný let)
- 28. října – Westland Wasp

### Prosinec
- 7. prosince – Aérospatiale Super Frelon
- 8. prosince – Bell YOH-4, později vyvinutý do typu Bell OH-58 Kiowa
- 24. prosince – Aérospatiale N 262